# Stora Örevatten (Ucklums socken, Bohuslän)
Stora Örevatten är en sjö i Stenungsunds kommun i Bohuslän och ingår i Göta älv-Bäveåns kustområde. Sjön är 6,5 meter djup, har en yta på 0,015 kvadratkilometer och befinner sig 112 meter över havet.